# 29 Golden Bullets
29 Golden Bullets är ett samlingsalbum av den tyska hårdrocksgruppen Bonfire från 2001.

## Låtlista

### CD 1
| Nr  | Titel                              | Kompositör                                                      | Längd |
| --- | ---------------------------------- | --------------------------------------------------------------- | ----- |
| 1.  | Sweet Obsession                    | Ponti, Turner, Lessmann, Ziller, Maier-Thorn, Deisinger         | 3:08  |
| 2.  | Under Blue Skies (Edit)            | Lessmann, Ziller                                                | 5:09  |
| 3.  | Daytona Nights                     | Lessmann, Ziller, Köhler, Lausmann, Wiehler                     | 3:52  |
| 4.  | Hard On Me                         | Ponti, Swirsky, Schleifer, Lessmann, Ziller, Deisinger, Patrik  | 3:08  |
| 5.  | Proud of My Country                | Lessmann, Ziller                                                | 4:24  |
| 6.  | Until the Last Goodbye (Edit)      | Lessmann, Ziller                                                | 4:06  |
| 7.  | Too Much Hollywood                 | Lessmann, Ziller                                                | 4:39  |
| 8.  | Give It A Try                      | Lessmann, Ziller, Maier-Thorn, Deisinger                        | 4:30  |
| 9.  | You Make Me Feel                   | Ziller, Lessmann                                                | 4:43  |
| 10. | Sword And Stone                    | Child, Stanley, Kulick                                          | 3:56  |
| 11. | Down To Atlanta                    | Lessmann, Ziller                                                | 4:03  |
| 12. | Sleeping All Alone (Video Version) | Ponti, Turner, Lessmann, Ziller, Maier-Thorn, Deisinger, Barbeo | 4:39  |
| 13. | Tony's Roulette                    | Ziller, Lessmann                                                | 4:39  |
| 14. | Rock N' Roll Cowboy                | Lessmann, Ziller                                                | 5:02  |

### CD 2
| Nr  | Titel                       | Kompositör                                   | Längd |
| --- | --------------------------- | -------------------------------------------- | ----- |
| 1.  | Sweet Home Alabama (Edit)   | King, Van Zant, Rossington                   | 4:25  |
| 2.  | American Nights             | Lessmann, Ziller, Maier-Thorn, Ribler        | 3:33  |
| 3.  | Damn You                    | Lessmann, Ziller, Lausmann                   | 4:22  |
| 4.  | The Stroke                  | Squier                                       | 4:25  |
| 5.  | Strike Back                 | Lessmann, Ziller                             | 4:55  |
| 6.  | Who's Foolin' Who (Remix)   | Ribler, Schleifer, Lessmann, Ziller, Wagener | 3:03  |
| 7.  | Goodnight Amanda (Edit)     | Lessmann, Ziller                             | 3:52  |
| 8.  | S.D.I. (Remix)              | Lessmann, Ziller, Maier-Thorn, Wagener       | 4:13  |
| 9.  | Heat In the Glow            | Lessmann, Ziller                             | 3:36  |
| 10. | Back To You (Remix)         | Lessmann, Ziller, Lausmann                   | 3:47  |
| 11. | Ready 4 Reaction            | Lessmann, Ziller, Maier-Thorn, Deisinger     | 3:44  |
| 12. | Wild Dixie                  | Emmett, Lessmann, Ziller                     | 2:59  |
| 13. | I Need You (Edit)           | Lessmann, Ziller                             | 3:37  |
| 14. | Because It's Christmas Time | Lessmann, Ziller                             | 4:01  |
| 15. | Take Me By the Hand         | Lessmann, Ziller, Maier-Thorn, Deisinger     | 4:00  |

## Bandmedlemmar
- Claus Lessmann - sång, bakgrundssång
- Hans Ziller - gitarr & bakgrundssång
- Chris Lausmann - gitarr, keyboard, bakgrundssång
- Uwe Köhler - bas, bakgrundssång
- Jürgen Wiehler - trummor, bakgrundssång